# Поменяться местами (фильм, 2019)
«Поменяться местами» (фр. Mon inconnue; «Моя незнакомка») — французская романтическая комедия 2019 года, снятая режиссёром Юго Желеном.   Последняя роль в кино актрисы Эдит Скоб.
Мировая премьера состоялась 18 января 2019 года. Премьера в РФ  — 26 сентября («Экспонента Фильм»).

## Сюжет
Рафаэль Рамис — известный писатель. В колледже он встретил свою музу Оливию — девушка стала прототипом героини его первого романа, принесшего ему популярность. Они поженились и счастливы вместе. Оливия, подававшая надежды как пианистка, забросила ради мужа свою карьеру и стала учительницей фортепиано. Однажды вечером писатель заканчивает продолжение первой книги, в концовке которой он убивает героиню. Этим же вечером супруги крупно поссорились.
После сильного снежного шторма Рафаэль просыпается в параллельном мире. Герой с изумлением обнаруживает, что он настоящий бабник. Но его никто не узнаёт, писательской карьеры как не бывало, да и вообще он полный неудачник, зарабатывающий жалкие гроши учителем в школе. Однако, даже не это печалит молодого человека. Оливия в этом мире — красивая и успешная пианистка, никогда не была с ним знакома и готовится к свадьбе с могущественным продюсером Марком. Рафаэль заново знакомится с Оливией и строит с ней отношения. Между ними снова возникают чувства. Вскоре Рамис понимает, что для возвращения своей прошлой жизни ему нужно переписать книгу, которая влияет на его жизнь.

## В ролях
- Франсуа Сивиль —   Рафаэль
- Жозефин Жапи —  Оливия
- Бенжамен Лаверн — Феликс, друг Рафаэля
- Амори де Крэенкур  — Марк
- Эдит Скоб — Габриэль, бабушка Оливии
- Камиль Лелуш — Мелани
- Кристиан Бенедетти — Этьен Робер

## Награды
- Международный фестиваль комедийных фильмов в Альп-д'Юэз: Лучшая мужская роль (Франсуа Сивиль)[4][5]